# Jarl-Inge Svensson
Jarl-Inge Svensson, född 26 januari 1935 i Karlshamn, död 12 februari 2013, var en svensk jurist som var lagman i Sölvesborgs tingsrätt från 1985 till 1991.
Svensson blev juris kandidat vid Lunds universitet 1961. Han utsågs den 21 oktober 1976 till rådman i Kristianstads tingsrätt. Han utsågs 31 januari 1985 till lagman i Sölvesborgs tingsrätt.